# Conciencia contextual
La conciencia contextual se refiere, en tecnologías de la información y la comunicación, a la capacidad de tener en cuenta la situación de las entidades, que pueden ser usuarios o dispositivos, pero no se limitan a ellos. La ubicación es solo el elemento más obvio de esta situación. Definido estrictamente para dispositivos móviles, la conciencia contextual generaliza la conciencia de ubicación. Mientras que la ubicación puede determinar cómo funcionan ciertos procesos en un dispositivo, el contexto puede aplicarse de manera más flexible con los usuarios de dispositivos móviles, especialmente con los usuarios de teléfonos inteligentes. La conciencia del contexto se originó como un término de la computación ubicua o la llamada computación omnipresente, que buscaba vincular los cambios en el entorno con los sistemas informáticos, que de otro modo serían estáticos. El término también se ha aplicado a la teoría empresarial en relación con el diseño de aplicaciones contextuales y cuestiones de gestión de procesos de negocio.

## Cualidades del contexto
En el pasado se han propuesto varias categorizaciones contextuales. Dey y Abowd (1999) distinguen entre los tipos de contexto de ubicación, identidad, actividad y tiempo. Kaltz et al. (2005) identificó las categorías usuario y rol, proceso y tarea, ubicación, tiempo y dispositivo para cubrir una amplia variedad de escenarios móviles y web. Además enfatizan en las modalidades clásicas, donde cualquier categorización óptima depende en gran medida del dominio de la aplicación y del caso de uso. Más allá, pueden aplicarse modalidades más avanzadas cuando no solo se abordan entidades individuales, sino también grupos de entidades que trabajan en una coherencia contextual, como por ejemplo equipos en el trabajo o también portadores únicos con varios dispositivos.
Una comprensión clásica del contexto en los procesos de negocio se deriva de la definición de aplicaciones AAA con las siguientes tres categorías:
- Autenticación, es decir, confirmación de la identidad.
- Autorización, es decir, permiso para acumular o acceder a la ubicación, funciones o datos.
- Cuentas, es decir, la relación entre contexto y las cuentas de trabajo, licencia concedida y mercancías entregadas.

## Informática
En informática, la conciencia contextual es la idea de que las computadoras pueden sentir y reaccionar en función de su entorno. Los dispositivos pueden tener información sobre las circunstancias bajo las cuales son capaces de operar y, basándose en reglas o un estímulo inteligente, reaccionar en consecuencia. El término conciencia contextual en computación ubicua fue introducido por Schilit (1994). Los dispositivos sensibles al contexto también pueden intentar hacer suposiciones sobre la situación actual del usuario. Anind Dey (2001) define contexto como «toda información que pueda utilizarse para caracterizar la situación de una entidad».
La conciencia contextual se considera una tecnología para sistemas informáticos ubicuos. La conciencia contextual se utiliza para diseñar interfaces de usuario innovadoras y, a menudo, como parte de la informática ubicua y corporal. También está empezando a verse en Internet con la llegada de los motores de búsqueda híbridos. Schmidt, Beigl y Gellersen definen los factores humanos y el entorno físico como dos aspectos importantes relacionados con la informática. Más recientemente, también se ha trabajado mucho en facilitar la distribución de información contextual; Bellavista, Corradi, Fanelli y Foschini examinan las diversas soluciones de middleware que se han diseñado para implementar de forma transparente la gestión y el aprovisionamiento del contexto en el sistema móvil. Grifoni, D'Ulizia y Ferri proporcionaron una revisión de varios sistemas de servicios basados en la ubicación con conciencia contextual, que utilizan macrodatos analizando las opciones metodológicas y prácticas que sus desarrolladores tomaron durante las fases principales del proceso de conciencia contextual (es decir, adquisición del contexto, representación del contexto y razonamiento y adaptación del contexto). Perera, Zaslavsky, Christen y Georgakopoulos han realizado un estudio exhaustivo sobre la informática contextual desde la perspectiva del Internet de las cosas revisando más de 50 proyectos líderes en este campo. Además, Perera también ha estudiado una gran cantidad de productos industriales en el mercado del Internet de las cosas, existente desde una perspectiva informática consciente del contexto. Su encuesta pretende servir como guía y marco conceptual para el desarrollo de productos y la investigación, contextualizados en el paradigma del Internet de las cosas. La evaluación se ha realizado utilizando el marco teórico desarrollado por Dey y Abowd (1999) hace más de una década. La combinación de Internet y las tecnologías emergentes transforma los objetos cotidianos en objetos inteligentes que pueden comprender sus contextos y reaccionar ante ellos.

## Aplicaciones en conciencia situacional o social
La conciencia contextual se ha aplicado al ámbito del trabajo cooperativo asistido por computadora, para ayudar a las personas a trabajar y colaborar de manera más eficiente entre sí. Desde principios de la década de 1990, los investigadores han desarrollado una gran cantidad de sistemas de software y hardware que pueden recopilar información contextual (por ejemplo, ubicación, transmisiones de vídeo, mensajes de estado ausente) de los usuarios. Luego, esta información se comparte abiertamente con otros usuarios, mejorando así su conciencia situacional y permitiéndoles identificar oportunidades naturales para interactuar entre sí. En los primeros días de la informática sensible al contexto, muchos de los sistemas desarrollados para este propósito estaban diseñados específicamente para ayudar a las empresas o a los equipos de trabajo geográficamente separados a colaborar en documentos o artefactos de trabajo compartidos. Más recientemente, sin embargo, ha habido un creciente trabajo que demuestra cómo esta técnica también se puede aplicar a grupos de amigos o familiares para ayudarlos a mantenerse informados de las actividades de los demás.
Hasta la fecha, los sistemas que utilizan la conciencia contextual para mejorar la conciencia situacional se pueden caracterizar por:
- el contexto que recopila de cada usuario.
- el método por el cual transmiten esta información a otros usuarios.

## Aplicaciones en juegos ubicuos
Un juego ubicuo aprovecha los contextos humanos percibidos para adaptar los comportamientos del sistema de juego. Al combinar elementos reales y virtuales y permitir a los usuarios interactuar físicamente con su entorno durante el juego, las personas pueden involucrarse plenamente y lograr una mejor experiencia de juego. Por ejemplo, un agente autónomo informa sobre un juego ubicuo que utiliza los contextos de la actividad humana y la ubicación en hogares inteligentes.

## Aplicaciones en dispositivos multimedia
Los museos y sitios arqueológicos a veces ofrecen dispositivos móviles multimedia como alternativa a la audioguía convencional (por ejemplo, la Tate Modern de Londres). Un dispositivo con conciencia contextual utilizará la ubicación, las interacciones actuales del usuario y el gráfico de objetos conectados para adaptar dinámicamente la información presentada al usuario. En algunos casos, esto se combina con navegación en tiempo real por el sitio para guiar al usuario a artefactos o exhibiciones que probablemente sean de su interés, según las interacciones previas del usuario.

## Otras lecturas
- Una metodología de diseño para el analizador de aceptabilidad en el desarrollo de sistemas de aprendizaje móvil adaptativos conscientes del contexto
- Captura de inteligencia ambiental para comunicaciones móviles a través de redes de sensores inalámbricos (proyecto de investigación)
- Poner los avances en aplicaciones y servicios móviles al alcance de los usuarios (proyecto de Investigación)
- Middleware para recopilación de contexto e intercambio de perfiles personales (no válido)